# Gymnophaps
Gymnophaps és un gènere d'ocells de la família dels colúmbids (Columbidae).

## Descripció
Les espècies de colom muntanyenc són coloms de mida mitjana amb cues i ales llargues, amb longituds que oscil·len entre 33 i 38,5 cm i masses de 259-385 g. Tenen un plomatge gris apagat, blanc o marró i una extensa pell orbital vermella. En la majoria de les espècies, ambdós sexes són semblants, però el colom muntanyenc de Buru i el colom muntanyenc de Nova Guinea mostren un lleuger dimorfisme sexual. Els coloms muntanyencs es poden distingir d'altres coloms per la pell vermella al voltant dels ulls, el mantell de color gris blavós i el dibuix escatat a les ales.
El colom muntanyenc de Nova Guinea mesuren entre 33 i 36 cm de llarg i pesa de mitjana 259 g. Els mascles adults tenen les parts superiors de color gris pissarra, la gola i el ventre marró-granat, el pit blanquinosos i una banda terminal de la cua de color gris pàl·lid, amb iris i la regió orbital vermells. Les femelles són semblants, però tenen el pit grisenc i les vores de les plomes de la gola grises. El colom muntanyenc de les Salomó té una longitud mitjana de 38 cm i pesa entre 310 i 385 g. El cap i el coll són de color gris blanquinós, el ventre i la part inferior del pit són de color rosa púrpura, i les cobertores de ventilació i sota la cua són de color gris pàl·lid. Les parts superiors són de color gris fumat amb serrells més foscos al mantell i cobertores alars. Els dos sexes són semblants, però hi pot haver grans variacions en l'aspecte individual.
El colom muntanyenc de Buru fa entre 33 i 38,5 cm de llarg i té la coroneta i el coll de color blau-gris, les parts superiors gris pissarra i la gola i el pit de blanc a rosa pàl·lid que es tornen rosats cap al ventre. Les femelles són més petites i tenen més vermell fosc al pit que els mascles. El colom muntanyenc de Seram té la cara i el pit de color rosa brillant, les parts inferiors de color vi rosat, el clatell, la corona, la nuca i les cuixes grisos, i el ventre i la part inferior de la cua de color castany fosc.

## Distribució i hàbitat

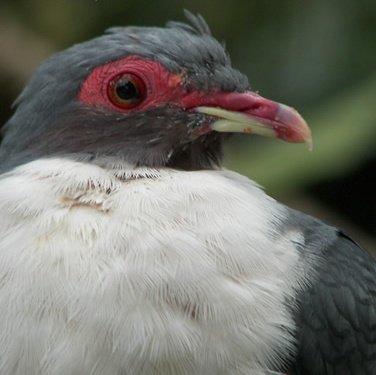
Colom muntanyenc de Nova Guinea on es veu la pell vermella facial distintiva del gènere.

Tots els coloms muntanyencs es troben a les illes Moluques i de la Melanèsia. El colom muntanyenc de Nova Guinea es troba a Nova Guinea, Yapen, les illes d'Entrecasteaux, l'arxipèlag de Bismarck i Batjan. El colom muntanyenc de Buru és endèmic de Buru i el colom muntanyec de Seram és endèmic de Seram. El colom muntanyenc de les Salomó és endèmic de l'arxipèlag de les illes Salomó, on es troba a Bougainville, Kolombangara, Vangunu, Guadalcanal i Malaita.
Les quatre espècies del gènere habiten estatges montants però sovint es desplacen a les terres baixes per alimentar-se. Algunes espècies també presenten moviments estacionals; grans estols de coloms muntanyencs de Nova Guinea a la serralada Schrader baixen per visitar les fagedes durant l'època de pluges d'octubre a març.

### Comportament i ecologia
Les quatre espècies de coloms muntanyencs són altament gregaris, normalment es troben en estols de 10 a 40 ocells; els estols de colom muntanyec de Nova Guinea tenen fins a 80 ocells. Els de colom muntanyenc de les Salomó a prop dels arbres fruiters poden tenir més de 100 individus. Amb menys freqüència, els coloms muntanyencs també es poden trobar sols o en parelles.
Solen dormir a les muntanyes i baixen en estols per alimentar-se al matí. Mentre ho fan, poden descendir centenars de metres en una sola immersió, fent un soroll fort amb les seves ales que és distintiu del gènere. Els ocells volen baix per sobre dels arbres mentre surten del gallar, però volen molt alt mentre travessen terres baixes.

### Alimentació
Els coloms muntanyencs són frugívors arborícoles, s'alimenten d'una varietat de fruites com figues i drupes. S'alimenten majoritàriament a la capçada, tot i que de vegades també es troben a mitja altura o al sotabosc. En el colom muntanyenc de les Salomó, els ocells que es veuen pertorbats durant la recerca d'aliments volen explosivament fora de l'arbre. El colom muntanyenc de Nova Guinea vola llargues distàncies per cercar espècies específiques de plantes fructíferes; s'ha observat d'altres alimentant-se d'arbres prop de la costa, i també que beu aigua dels bassals al costat de la carretera i menja terra.

### Criança
S'ha observat vols d'exhibició durant l'època de reproducció en els coloms muntanyencs de Nova Guinea i Seram. En el de Nova Guinea, un o dos mascles es perxen sobre un desnivell pronunciat, després de la qual cosa es llança i se submergeix abans de pujar sobtadament 25-30 m per sobre del dosser del bosc amb batecs ràpids d'ales. Aleshores, el mascle s'atura en el zenit i torna a caure en picat abans de tornar a la perxa. Això es repeteix periòdicament, ambdós mascles es tornen per exhibir-se davant la femella. El mascle de colom muntanyenc de Seram realitza una exhibició similar, però volen més avall, amb menys pendent, i continuen volant cap endavant després de baixar en comptes de tornar a la perxa immediatament.
La temporada de reproducció del colom muntanyenc de Nova Guinea dura d'octubre a març a la serralada Schrader, però pot reproduir-se durant tot l'any en altres parts de la seva distribució. S'ha observat que el colom muntanyenc de Solomón es reprodueix de juliol a setembre. L'únic niu conegut del colom muntanyenc de Seram es va veure al setembre. No se sap res sobre la cria del colom muntanyenc Buru.
Els nius dels coloms muntanyencs poden ser de dos tipus: una depressió poc profunda al sòl del bosc o herba curta; o una plataforma de branques col·locades a una alçada de diversos metres en un arbre. Es creu que el colom muntanyenc de Nova Guinea nidifica parcialment en colònies. Els coloms muntanyencs de Nova Guinea, de les Salomó i de Seram ponen un sol ou de color blanc; no es coneix la mida de la posta del colom muntanyenc de Buru.

### Depredadors i paràsits
S'ha observat que els coloms muntanyencs estan parasitats pel poll Columbicola galei. Poden ser caçats per l'àguila de Weiske.

## Taxonomia i sistemàtica
El gènere Gymnophaps va ser introduït pel zoòleg italià Tommaso Salvadori l'any 1874 per al colom muntanyenc de Nova Guinea (Gymnophaps albertisii), que és l'espècie tipus del gènere. El nom Gymnophaps combina les paraules del grec antic «γυμνος» (gumnos) “nu” i «φαψ» (phaps) “colom”. L'any 1900, després de la descripció de 1899 del colom muntanyec de Buru (Gymnophaps mada) com a espècie de Columba, l'ornitòleg alemany Ernst Hartert va declarar que si es volia mantenir Gymnophaps, hauria d'incloure també el colom muntanyec de Buru, tot i que ell preferia mantenir tant el colom muntanyenc de Nova Guinea com el de Buru a Columba. El 1947 El colom muntanyenc de Seram (Gymnophaps stalkeri), descrit originalment com una espècie separada, inicialment es va traslladar a Gymnophaps com a subespècie del colom muntanyenc de Buru. El 1931 l'ornitòleg germanoamericà Ernst Mayr va descriure el colom muntanyec de les Salomó (Gymnophaps solomonensis). El 2007, els ornitòlegs Frank Rheindt i Robert Hutchinson van tornar a separar el coloms muntanyenc de Buru i el de Seram com a espècies diferents en funció de les diferències d'aparença. Les quatre espècies del gènere són al·lopatriques (tenen poblacions geogràficament aïllades) i es pot considerar que formen una sola superespècie.
Inicialment, es va pensar que Gymnophaps estava més estretament relacionat amb Columba, però el 1956 l'ornitòleg australià Tom Iredale va suggerir que estava més relacionat amb el gènere Ptilinopus (coloms frugívors) a causa de la naturalesa arborícola i frugívora. El 1963, l'ornitòleg britànic Derek Goodwin també va plantejar la hipòtesi que Gymnophaps estava més estretament relacionat amb Ptilinopus i el gènere de coloms imperials Ducula que no pas amb Columba a causa de les similituds en el plomatge. Finalment, el 2007 l'estudi d'ADN mitocondrial i nuclear de 41 gèneres de coloms realitzat pel biòleg evolucionista brasiler Sergio Pereira i els seus col·legues va descobrir que Gymnophaps estava més estretament relacionat amb el colom bicrestat, aquest clade era germà de (el parent més proper d') Hemiphaga. Aquests tres gèneres són germans a més d'un altre clade format per Ptilinopus i Alectroenas, essent Ducula el gènere més basal del grup. El cladograma següent mostra les relacions dins d'aquest grup basant-se en aquest últim estudi:
|  | Alectroenas – coloms blaus (4/5 espècies de les que 1/2 extinta)                                                   |
|  | |
|  | \| \| Drepanoptila – Ptilinop de Nova Caledònia \| \| \| \| \| \| Ptilinopus – ptilinops (57 espècies) \| \| \| \| |
|  | |
|  | Drepanoptila – Ptilinop de Nova Caledònia                                                                          |
|  | |
|  | Ptilinopus – ptilinops (57 espècies)                                                                               |
|  | |

|  | Drepanoptila – Ptilinop de Nova Caledònia |
|  |                                           |
|  | Ptilinopus – ptilinops (57 espècies)      |
|  |                                           |

|  | Hemiphaga – coloms (2 espècies)                                                                              |
|  | |
|  | \| \| Lopholaimus – colom bicrestat \| \| \| \| \| \| Gymnophaps – mountain pigeons (4 espècies) \| \| \| \| |
|  | |
|  | Lopholaimus – colom bicrestat                                                                                |
|  | |
|  | Gymnophaps – mountain pigeons (4 espècies)                                                                   |
|  | |

|  | Lopholaimus – colom bicrestat              |
|  |                                            |
|  | Gymnophaps – mountain pigeons (4 espècies) |
|  |                                            |

|  | Alectroenas – coloms blaus (4/5 espècies de les que 1/2 extinta)                                                   |
|  | |
|  | \| \| Drepanoptila – Ptilinop de Nova Caledònia \| \| \| \| \| \| Ptilinopus – ptilinops (57 espècies) \| \| \| \| |
|  | |
|  | Drepanoptila – Ptilinop de Nova Caledònia                                                                          |
|  | |
|  | Ptilinopus – ptilinops (57 espècies)                                                                               |
|  | |

|  | Drepanoptila – Ptilinop de Nova Caledònia |
|  |                                           |
|  | Ptilinopus – ptilinops (57 espècies)      |
|  |                                           |

|  | Hemiphaga – coloms (2 espècies)                                                                              |
|  | |
|  | \| \| Lopholaimus – colom bicrestat \| \| \| \| \| \| Gymnophaps – mountain pigeons (4 espècies) \| \| \| \| |
|  | |
|  | Lopholaimus – colom bicrestat                                                                                |
|  | |
|  | Gymnophaps – mountain pigeons (4 espècies)                                                                   |
|  | |

|  | Lopholaimus – colom bicrestat              |
|  |                                            |
|  | Gymnophaps – mountain pigeons (4 espècies) |
|  |                                            |

|  | Alectroenas – coloms blaus (4/5 espècies de les que 1/2 extinta)                                                   |
|  | |
|  | \| \| Drepanoptila – Ptilinop de Nova Caledònia \| \| \| \| \| \| Ptilinopus – ptilinops (57 espècies) \| \| \| \| |
|  | |
|  | Drepanoptila – Ptilinop de Nova Caledònia                                                                          |
|  | |
|  | Ptilinopus – ptilinops (57 espècies)                                                                               |
|  | |

|  | Drepanoptila – Ptilinop de Nova Caledònia |
|  |                                           |
|  | Ptilinopus – ptilinops (57 espècies)      |
|  |                                           |

|  | Hemiphaga – coloms (2 espècies)                                                                              |
|  | |
|  | \| \| Lopholaimus – colom bicrestat \| \| \| \| \| \| Gymnophaps – mountain pigeons (4 espècies) \| \| \| \| |
|  | |
|  | Lopholaimus – colom bicrestat                                                                                |
|  | |
|  | Gymnophaps – mountain pigeons (4 espècies)                                                                   |
|  | |

|  | Lopholaimus – colom bicrestat              |
|  |                                            |
|  | Gymnophaps – mountain pigeons (4 espècies) |
|  |                                            |

|  | Alectroenas – coloms blaus (4/5 espècies de les que 1/2 extinta)                                                   |
|  | |
|  | \| \| Drepanoptila – Ptilinop de Nova Caledònia \| \| \| \| \| \| Ptilinopus – ptilinops (57 espècies) \| \| \| \| |
|  | |
|  | Drepanoptila – Ptilinop de Nova Caledònia                                                                          |
|  | |
|  | Ptilinopus – ptilinops (57 espècies)                                                                               |
|  | |

|  | Drepanoptila – Ptilinop de Nova Caledònia |
|  |                                           |
|  | Ptilinopus – ptilinops (57 espècies)      |
|  |                                           |

|  | Hemiphaga – coloms (2 espècies)                                                                              |
|  | |
|  | \| \| Lopholaimus – colom bicrestat \| \| \| \| \| \| Gymnophaps – mountain pigeons (4 espècies) \| \| \| \| |
|  | |
|  | Lopholaimus – colom bicrestat                                                                                |
|  | |
|  | Gymnophaps – mountain pigeons (4 espècies)                                                                   |
|  | |

|  | Lopholaimus – colom bicrestat              |
|  |                                            |
|  | Gymnophaps – mountain pigeons (4 espècies) |
|  |                                            |

Segons la Classificació del Congrés Ornitològic Internacional (versió 2.5, 2010) aquest gènere està format per 4 espècies:
- colom muntanyenc de Nova Guinea (Gymnophaps albertisii).
- colom muntanyenc de Buru (Gymnophaps mada).
- colom muntanyenc de les Salomó (Gymnophaps solomonensis).
- colom muntanyenc de Seram (Gymnophaps stalkeri).